# Pangrapta camerunica
Pangrapta camerunica är en fjärilsart som beskrevs av George Francis Hampson 1926. Pangrapta camerunica ingår i släktet Pangrapta och familjen nattflyn. Inga underarter finns listade i Catalogue of Life.